# 佐久間由衣
佐久間 由衣（さくま ゆい、1995年〈平成7年〉3月10日 - ）は、日本の女優、元ファッションモデル。愛称は、さくちゃん。
神奈川県横須賀市出身。プラチナムプロダクション所属。夫は俳優の綾野剛。

## 略歴
スカウトされ芸能界入り。2013年、ファッション雑誌『ViVi』の専属モデルオーディションにマネージャーの薦めで応募。同年9月28日、Girls Award'13A/W（於：国立代々木競技場第一体育館）内で行われた公開オーディションでグランプリに選ばれ、同年10月23日発売の同誌12月号で紹介された。
モデル業の傍ら2014年には映画『人狼ゲーム ビーストサイド』に出演、自身初の女優活動となった。
2015年にはフジテレビ系土ドラ『トランジットガールズ』でドラマ初主演を飾っている。
2017年3月、女優活動に専念するため、ViViの専属モデルを卒業。
2017年前期NHK連続テレビ小説『ひよっこ』に有村架純演じるヒロインの幼なじみ役で出演。女性1,293人が参加したオーディションで決定した。同年10月期火曜9時・連続ドラマ『明日の約束』（関西テレビ）での演技で、第10回コンフィデンスアワード・ドラマ賞の新人賞を受賞する。
2019年、『“隠れビッチ”やってました。』で映画初主演を務め、第32回東京国際映画祭で東京ジェムストーン賞を受賞する。また、ファッションメディア・ELLEが主催するエル シネマアワード2019では、今後の活躍が期待される「エル・ガール ライジングスター賞」を受賞した。
2020年12月19日から2021年1月31日、東京芸術劇場プレイハウス 他
2021年11月、写真家とふたりきりで眠りに落ちる瞬間、目覚めの瞬間をカメラで捉える、NGカット無しの1st写真集『佐久間由衣写真集 SONNET 奥山由之撮影』を発売。
2022年12月31日に俳優の綾野剛と結婚したことが翌2023年1月1日に一部で報道され、同日、それぞれのオフィシャルサイトで結婚が正式に発表された。
2024年3月30日、第1子を出産したことを所属事務所を通じて発表した。

## 人物
- 両親と妹、弟がいる5人家族である。食事の時間を大切にする家庭で育った[18]。
- 趣味は映画鑑賞、読書、ランニング、散歩。スポーツが好きで、特技はバスケットボール[5]。
- 役者業をずっと続けていくためには体力が重要という考えからランニングをすることが習慣になっている。また、中学時代は駅伝部に所属し毎日20km近く走っていた[19]。
- 人を笑わせることが好きなため、学生時代は友人と一緒にコントを作り誰に見せるわけでもなく2人で動画撮影をしていたが、今思えば誰にも見せなくて本当によかったと笑い話として振り返っている[20]。
- 石井杏奈、伊藤沙莉と仲が良い[21]。
- 休みの日は映画館によく通っている。また、好きな映画は繰り返し見る癖がある[22]。
- よしもとばなな、向田邦子、村上龍、朝吹真理子、津村記久子の著作を読むことが多い[23]。

## 出演
主演作品は役名を太字で表示

### 映画
- 人狼ゲーム ビーストサイド（2014年8月30日、AMGエンタテインメント） - 対馬瞳 役[24][25]
- あの日のオルガン（2019年2月22日、マンシーズエンターテインメント） - 神田好子 役[26]
- 劇場版 ファイナルファンタジーXIV 光のお父さん（2019年6月21日、ギャガ） - ヒロイン・井出里美 役[27]
- “隠れビッチ”やってました。（2019年12月6日、キノフィルムズ） - 主演・荒井ひろみ 役[12]
- 屍人荘の殺人（2019年12月13日、東宝） - 名張純江 役[28]
- 劇場版 殺意の道程（2021年2月5日、WOWOW） - ゆずき 役[29]
- 君は永遠にそいつらより若い（2021年9月17日、Atemo） - 主演・堀貝佐世 役[30][31][32]
- ちひろさん（2023年2月23日、Netflix / アスミック・エース） - ヒトミ 役[33]
- キングダム（東宝 / ソニー・ピクチャーズ エンタテインメント） - カイネ 役
  - キングダム運命の炎（2023年7月28日）[34]
  - キングダム 大将軍の帰還（2024年7月12日）[35]
- ゆとりですがなにか インターナショナル（2023年10月13日、東宝） - 山路のデート相手 役
- 映画 おいハンサム!!（2024年6月21日、東宝） - 伊藤里香 役[36]

### テレビドラマ
- トランジットガールズ（2015年11月7日 - 12月26日、フジテレビ） - 主演・志田ゆい 役[37]
- ラブラブエイリアン 第23話・第27話（2016年9月15日（14日深夜）・22日（21日深夜）、フジテレビ） - 井沢かや乃 役[38][39]
- 連続テレビ小説（NHK総合）
  - ひよっこ（2017年4月3日 - 9月30日） - 助川時子 役[10]
    - ひよっこ2（2019年3月25日 - 28日）[40]

  - らんまん（2023年4月17日 - 9月29日） - 槙野綾 役[41]
- 明日の約束（2017年10月17日 - 12月19日、関西テレビ・フジテレビ） - 白井香澄 役[42]
- 埼玉発地域ドラマ 越谷サイコー（2018年2月28日、NHK BSP） - 主演・浦井加奈子 役[43]
- シグナル 長期未解決事件捜査班 第2話 - 第4話（2018年4月17日 - 5月1日、関西テレビ・フジテレビ） - 北野みどり 役[44]
- 世にも奇妙な物語 '18春の特別編「明日へのワープ」（2018年5月12日、フジテレビ） - ヒロイン・須藤由紀 役[45]
- チア☆ダン（2018年7月13日 - 9月14日、TBS） - 桜沢麻子 役[46]
- SUITS/スーツ  第6話（2018年11月12日、フジテレビ） - 藤原華名 役[47]
- 時空探偵おゆう 大江戸科学捜査（2019年7月5日（4日深夜） - 8月23日（22日深夜）、カンテレ） - 主演・関口優佳 役[注 1][48]
- トップリーグ（2019年10月5日 - 11月9日、WOWOWプライム） - ヒロイン・大畑康恵 役[49]
- ニッポンノワール-刑事Yの反乱-（2019年10月13日 - 12月15日、日本テレビ） - 本城芹奈 役[注 2]
- 黒蜥蜴-BLACK LIZARD-（2019年12月29日・NHK BSP、2020年2月8日・NHK BS4K） - 小林芳雄 役[54]
- 教場シリーズ（フジテレビ）
  - 教場 第2夜（2020年1月5日） - 新人生徒 役[55]
  - 教場II（2021年1月4日・5日） - 佐久野みゆ 役[56]
- 彼らを見ればわかること（2020年1月11日 - 2月29日、WOWOW） - 富澤真由 役[57]
- 未解決の女 警視庁文書捜査官 Season2 第5話（2020年9月3日、テレビ朝日） - 草加美里 役[58]
- 監察医 朝顔 第2シリーズ 第3話（2020年11月16日、フジテレビ） - 吉野佳奈 役[59]
- 殺意の道程 第3話 - 最終話（2020年11月24日 - 12月22日、WOWOWプライム） - キャバクラ嬢・ゆずき 役[60]
- ひきこもり先生（NHK総合） - 深野祥子 役
  - シーズン1（2021年6月12日 - 7月10日）[61][62]
  - シーズン2（2022年12月17日・24日）[63]
- 彼女はキレイだった（2021年7月6日 - 9月14日、関西テレビ・フジテレビ） - 桐山梨沙 役[64]
- オリバーな犬、 (Gosh!!) このヤロウ（NHK総合） - 関根ミラ 役
  - シーズン1（2021年9月17日 - 10月1日）[65][66][67]
  - シーズン2（2022年9月20日 - 10月4日） [68]
- 最愛（2021年10月15日 - 12月17日、TBS） - 桑田仁美 役[69][70]
- おいハンサム!!（2022年1月8日 - 2月26日、東海テレビ・フジテレビ） - 伊藤里香 役[71]
  - おいハンサム!!2（2024年4月6日 - 5月25日、東海テレビ・フジテレビ）[36]
- 津田梅子〜お札になった留学生〜（2022年3月5日、テレビ朝日） - 永井繁 役[72]
- ヒル Season2（2022年4月15日 - 5月20日、WOWOWプライム） - ロボ 役[73]
- 脚本芸人 第3夜（2022年6月24日、フジテレビ） - 工藤美咲 役[74]
- 初恋の悪魔（2022年7月16日 - 9月24日、日本テレビ） - 服部渚 役[75]
- 友情〜平尾誠二と山中伸弥「最後の一年」〜（2023年11月11日、テレビ朝日） - ヒロイン・大塚早紀 役[76]

### 舞台
- 『てにあまる』（2020年12月19日 - 2021年1月31日、東京芸術劇場プレイハウス 他）[77]
- ヴェニスの商人（2024年12月6日 - 2025年1月10日、日本青年館ホール 他） - ポーシャ 役[78]

### テレビ番組
- ぶらり途中下車の旅 「五日市線・中央線の旅」（2022年7月16日、日本テレビ） - 旅人[79]

### CM
- コカ・コーラ
  - 「2014 FIFAワールドカップキャンペーン」（2014年）[80]
  - アクエリアスビタミン「ZINGY LEMON」編（2016年）[81]
- リクルート「ゼクシィ」（2017年）[82]
  - 「私は、あなたと結婚したいのです」風船編（2017年4月21日 - ）[83]
  - 「私は、あなたと結婚したいのです」噴水編（2017年8月22日 - ）[84]
- KIRIN キリンビバレッジ キリンレモン
  - 「透明なままでゆけ。」篇（2018年4月10日 - ）[3]
  - 「風を切れたら」篇（2019年4月9日 - ）[85]
- KOSE カルテクリニティ（2017年9月 - ）[86]
- coen（2018年3月16日 - ）[87]
- 大東建託（2018年6月 - ）[88]
- Yahoo! JAPAN
  - 「全国統一防災模試 台風・豪雨編」（WEB CM、2018年8月30日 - 9月30日）[89]
- 眞露 韓国焼酎チャミスル
  - 「オフィス篇」「おうち篇」(2020年10月29日 - ）[90][91]
  - 『恋スル!チャミスル』（2021年12月16日 - ） - 小関裕太と共演［WEB CM］[92]
- 株式会社SUPER STUDIO 法人向けECカートシステム「ecforce」（イーシーフォース）
  - 「恋人」編（2021年6月7日 - ）[93]
- JINS「Airframe」（2022年3月12日 -  ） - 井浦新、オズワルドと共演[94]
- 三井不動産商業マネジメント「三井アウトレットパーク」
  - 「GW SALE」編（2022年4月14日 - ） - 芳根京子と共演[95]
  - 「夏のリフレッシュ」編（2022年5月25日 - ） - 芳根京子と共演[96]
- 江崎グリコ　ポッキー
  - 「いつかさそおう、を今日さそおう。」篇（2022年9月9日 - ） - 有村架純と共演[97]
  - 「友人をさそおう」篇（2022年10月25日 - ） - 有村架純と共演[98]

### PV
- 平井堅 「#302」（2019年）[99]
- ・UVERworld 「1秒先 向かう者と ただ訪れる者」（2016年、UVERworldオリジナルフィルム企画）

## 書籍

### 雑誌
- 講談社『ViVi』専属モデル（2013年12月号 - 2014年5月号）[5]
- 集英社『メンズノンノ』MIDNIGHT DAYDREAM presented by BOTTEGA VENETA（2017年12月8日 - ） - コラボレーションムービー

### 写真集
- 佐久間由衣写真集 SONNET 奥山由之撮影（2021年11月4日、マガジンハウス）ISBN 978-4838731909[15][100]

## 受賞歴
2017年度
- 第10回コンフィデンスアワード・ドラマ賞 新人賞（『明日の約束』）

2019年度
- 第32回東京国際映画祭 東京ジェムストーン賞（『“隠れビッチ”やってました。』）
- エル シネマアワード2019 エル・ガール ライジングスター賞